# Walmersley cum Shuttleworth
Walmersley cum Shuttleworth var en civil parish från 1866 till 1933 då den blev en del av Ramsbottom, i grevskapet Lancashire, i England. Denna civil parish var belägen 17 km från Blackburn och hade 601 invånare år 1931.